# Alica Valiulova
Alica Valiulova (* in Moskau) ist eine deutsche Rechtsanwältin und Schauspielerin mit russischen Wurzeln.

## Leben
Valiulova zog als Kind mit ihren Eltern nach Berlin. Nach bestandenem Abitur studierte sie von 2004 bis 2009 Rechtswissenschaften an der Humboldt-Universität.
Das Studium beendete Alica Valiulova 2009 mit dem ersten Staatsexamen. Anschließend absolvierte sie ein Referendariat beim Kammergericht Berlin und arbeitete dort vor allem in der Abteilung Zivilrecht. Nach einer Tätigkeit in der Abteilung für Wirtschaftskriminalität bei der Staatsanwaltschaft arbeitete sie in der Protokollabteilung der Senatskanzlei im Roten Rathaus. Von Januar 2011 bis September 2011 war sie in der Anwaltskanzlei Moser Brezzenberger tätig. Ihr Schwerpunkt war dabei Medien- und Presserecht.
Von 2013 bis 2015 war sie in der Sendung Anwälte im Einsatz zu sehen.
Valiulova spricht Deutsch, Englisch, Russisch und Französisch.